# Les Geneveys-sur-Coffrane
Les Geneveys-sur-Coffrane est une localité et une ancienne commune suisse du canton de Neuchâtel, située dans la région Val-de-Ruz.

## Géographie

Vue aérienne de 1000 m par Walter Mittelholzer (1927).

Selon l'Office fédéral de la statistique, Les Geneveys-sur-Coffrane mesurait 7,86 km2. 8,2 % de cette superficie correspond à des surfaces d'habitat ou d'infrastructure, 52,4 % à des surfaces agricoles, 39,5 % à des surfaces boisées et 0,0 % à des surfaces improductives.
Au nord-ouest du village culmine le mont Racine, à 1 439 mètres d'altitude.

## Histoire
Une hache-marteau datant du Néolithique a été retrouvée sur le territoire des Geneveys-sur-Coffrane.
Sous l'Ancien Régime, le village a fait partie de la Seigneurie de Valangin, puis de la mairie du même nom. De 1486 à 1827, le village a formé une commune avec Coffrane et Montmollin. Un long litige a opposé ces trois villages à propos du domaine des Splayes dont l'usage exclusif a été donné aux Geneveys-sur-Coffrane par la comtesse de Valangin en 1520.
Sur le plan religieux, le village a d'abord fait partie de la paroisse de Corcelles, puis à partir de 1838, de celle de Coffrane.
À partir de la seconde moitié du XIXe siècle et pendant le XXe siècle, le village voit se développer diverses industries, dont l'horlogerie et les machines-outils. La population du village augmente alors fortement.
En 1860, le village est relié au réseau ferroviaire grâce à la construction de la ligne Neuchâtel-La Chaux-de-Fonds.
À partir des années 1970, une zone résidentielle se développe.
Le 1er janvier 2013, la commune a fusionné avec celles de Boudevilliers, Cernier, Chézard-Saint-Martin, Coffrane, Dombresson, Engollon, Fenin-Vilars-Saules, Fontainemelon, Fontaines, Les Hauts-Geneveys, Montmollin, Le Pâquier, Savagnier et Villiers pour former la nouvelle commune de Val-de-Ruz.

## Démographie
Selon l'Office fédéral de la statistique, Les Geneveys-sur-Coffrane comptait 1 611 habitants fin 2022. Sa densité de population atteint 205 hab./km2.
Le graphique suivant résume l'évolution de la population des Geneveys-sur-Coffrane entre 1850 et 2008 :

## Économie
Le siège de l'entreprise Felco se situe à Les Geneveys-sur-Coffrane.